# Alfonso Calzolari
Alfonso Calzolari (ur. 30 kwietnia 1887 w Vergato, zm. 7 lutego 1983 w Ceriale) – włoski kolarz szosowy startujący wśród zawodowców w latach 1909–1926, zwycięzca Giro d’Italia.

## Najważniejsze zwycięstwa
- 1912 – Giro dell’Emilia
- 1914 – Giro d’Italia